# Cirrhochrista punctulata
Cirrhochrista punctulata là một loài bướm đêm trong họ Crambidae.